# Trattato fondamentale
Il Trattato fondamentale o Trattato di Base (nome completo Trattato concernente la base delle relazioni tra la Repubblica Federale di Germania e la Repubblica Democratica Tedesca, in tedesco Vertrag über die Grundlagen der Beziehungen zwischen der Bundesrepublik Deutschland und der Deutschen Demokratischen Republik, abbreviato con Grundlagenvertrag) venne siglato a Berlino Est il 21 dicembre 1972 dai sottosegretari di Stato della Repubblica Federale di Germania (Egon Bahr) e della Repubblica Democratica Tedesca (Michael Kohl) e sancì per la prima volta il riconoscimento reciproco delle due nazioni tedesche come stati sovrani.

## Contesto storico
Al termine della seconda guerra mondiale la Germania sconfitta fu occupata dalle potenze vincitrici del conflitto bellico in base a quanto definito alla conferenza di Potsdam. Nei primi anni del secondo dopoguerra, a causa dell'incapacità delle quattro potenze (Stati Uniti d'America, Gran Bretagna, Francia e Unione Sovietica) di trovare un accordo sulla questione tedesca, le zone di occupazione della Germania ben presto si evolverono in due stati distinti: la Repubblica Democratica Tedesca, sotto la sfera di influenza dell'Unione Sovietica, e la Repubblica Federale di Germania, parte del blocco occidentale.
Nel contesto della divisione in blocchi generatasi con la guerra fredda le due nazioni tedesche vennero sempre più ad allontanarsi arroccandosi nei rispettivi schieramenti concorrenti. Da parte orientale Chruščёv si oppose spesso alla creazione di una nazione tedesca unificata e neutrale, talvolta proposta da parte sovietica come nel caso di Berija nel maggio del 1953. Allo stesso modo da parte occidentale la dottrina Hallstein, che influenzò e diresse la politica estera della Germania Ovest per quasi venti anni soprattutto durante i governi Adenauer, arginò qualsiasi forma di dialogo fra le due nazioni e ostacolò i rapporti tra la RDT e altri Paesi.

## Distensione eOstpolitik
Alla fine degli anni sessanta si videro i primi spiragli di distensione e apertura tra le due nazioni. Sebbene lo scopo primo di Adenauer fosse quello di unificare la nazione tedesca, egli aveva perseguito, senza successo, una politica di forza finalizzata ad isolare la Germania Est con lo scopo ultimo di costringere l'URSS ad abbandonare il controllo sulla RDT.
Con il cancellierato di Willy Brandt del 1969 la strategia politica della RFT subì un'inversione di rotta. Brandt promosse incontri con gli stati satellite dell'Unione Sovietica nell'Europa orientale per favorire accordi economici e diplomatici. Dal canto suo anche l'URSS mostrò segni di avvicinamento; ne sono testimonianza gli accordi ratificati con la Germania Ovest in quel periodo: il Trattato di Mosca del 12 agosto 1970 e il Trattato di Varsavia del 7 dicembre 1970 sancirono la Linea Oder-Neiße come il confine orientale della Germania, mentre l'Accordo delle quattro potenze del 3 settembre 1971 e l'Accordo sui transiti del 17 dicembre 1971 permettevano rispettivamente maggior libertà agli abitanti di Berlino e la possibilità di ingresso nella RFT, in particolari circostanze, da parte dei cittadini della RDT.
L'avvicendamento al vertice del Partito Socialista Unificato di Germania (SED) tra Walter Ulbricht e il più accomodante Erich Honecker fu un ulteriore segnale di distensione.

## Il trattato

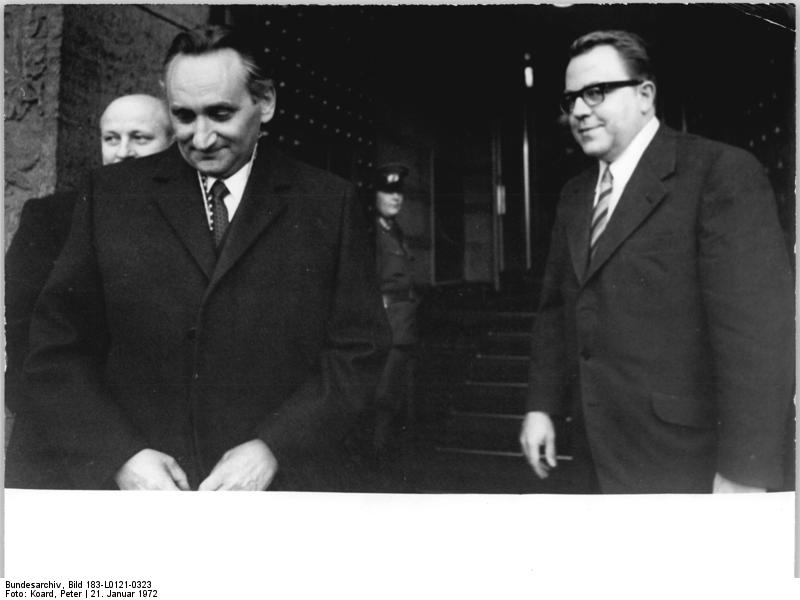
Egon Bahr (a sinistra) e Michael Kohl (a destra) furono gli artefici del Trattato fondamentale.

I lavori di negoziazione e stesura del trattato iniziarono dopo l'entrata in vigore dell'Accordo delle quattro potenze ad opera dei sottosegretari di Stato delle due controparti, Egon Bahr per la RFT e Michael Kohl per la RDT.
Il documento venne firmato a Berlino Est il 21 dicembre 1972, ratificato l'11 maggio e il 13 giugno 1973 rispettivamente dalla RFT e dalla RDT; entrò infine in vigore il 21 giugno 1973. Questo si componeva di 10 articoli:
- Articolo 1: sviluppo di rapporti di buon vicinato basato su uguali diritti.
- Articolo 2: impegno a rispettare i principi e le direttive delle Nazioni Unite.
- Articolo 3: impegno a dirimere le dispute in maniera pacifica astenendosi dall'uso della forza, in accordo con il principio di inviolabilità dei confini e rispettando l'integrità territoriale.
- Articolo 4: disposizione affinché nessuna delle due nazioni possa rappresentare l'altra a livello internazionale.
- Articolo 5: promozione di relazioni pacifiche tra gli Stati europei e partecipazione al processo di sicurezza e cooperazione in Europa (OCSE), promuovendone il disarmo.
- Articolo 6: garanzia che la giurisdizione di ciascuna delle due nazioni si limiti all'interno dei propri confini territoriali, rispettando ciascuna indipendenza e autonomia negli affari interni ed esteri.
- Articolo 7: impegno nello sviluppo di accordi di cooperazione su questioni pratiche ed umanitarie (tra cui economia, scienza e tecnologia, cultura e sport), tali accordi da dettagliare in Protocolli Supplementari.
- Articolo 8: istituzione di Missioni Permanenti[7] presso la sede del governo della seconda parte contraente.
- Articolo 9: garanzia che il Trattato non pregiudica i trattati bilaterali e multilaterali stipulati precedentemente.
- Articolo 10: il Trattato è soggetto a ratifica dei governi delle parti contraenti.

## Critiche al trattato
L'accordo si rivelò presto politicamente e giuridicamente alquanto discutibile.
Nella Repubblica Federale, già prima della ratifica, la coalizione politica formata dai partiti CDU e CSU contestò la mancanza di riferimenti dettagliati alla questione di Berlino e ai diritti e responsabilità delle quattro potenze che avevano occupato la Germania. Il 22 maggio 1973, tre giorni prima del dibattito sulla ratifica del trattato nel Bundesrat, il governo bavarese, supportato dal proprio organo politico (il CSU), chiese ed ottenne di sottoporre il documento ad un controllo da parte della Corte Costituzionale Federale. Il 31 luglio 1973 la Corte Costituzionale sentenziò che il trattato era compatibile con la Legge fondamentale. Le argomentazioni del partito conservatore di opposizione CDU risiedevano nell'opinione che il governo federale stesse svendendo delle posizioni federaliste a favore del "nemico" comunista.
Il documento fu comunque approvato dal Parlamento Federale l'11 maggio 1973 con 268 voti a favore e 217 contrari.

## Conseguenze

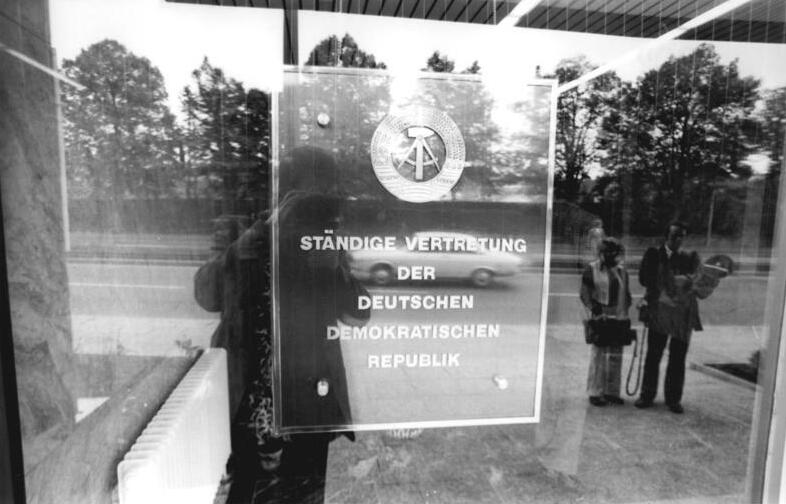
La targa all'ingresso della sede della Missione Permanente della RDT a Bonn.

Il 2 maggio 1974 sono state aperte le rappresentanze permanenti di RFT e RDT. Il rappresentante permanente della Repubblica Federale nella RDT fu Günter Gaus, Michael Kohl fu accreditato come rappresentante della Repubblica Democratica nella RFT.
La firma del trattato spianò la strada al riconoscimento giuridico della Germania Est da parte della comunità internazionale, fino a quel momento intralciato dal veto della RFT. Rapporti e sedi diplomatici vennero aperti con la RDT da:
- Australia nel dicembre 1972.
- Italia, Regno Unito, Francia e Paesi Bassi nel 1973. Il primo ambasciatore italiano nella RDT fu Enrico Aillaud.
- Stati Uniti d'America nel dicembre 1974.

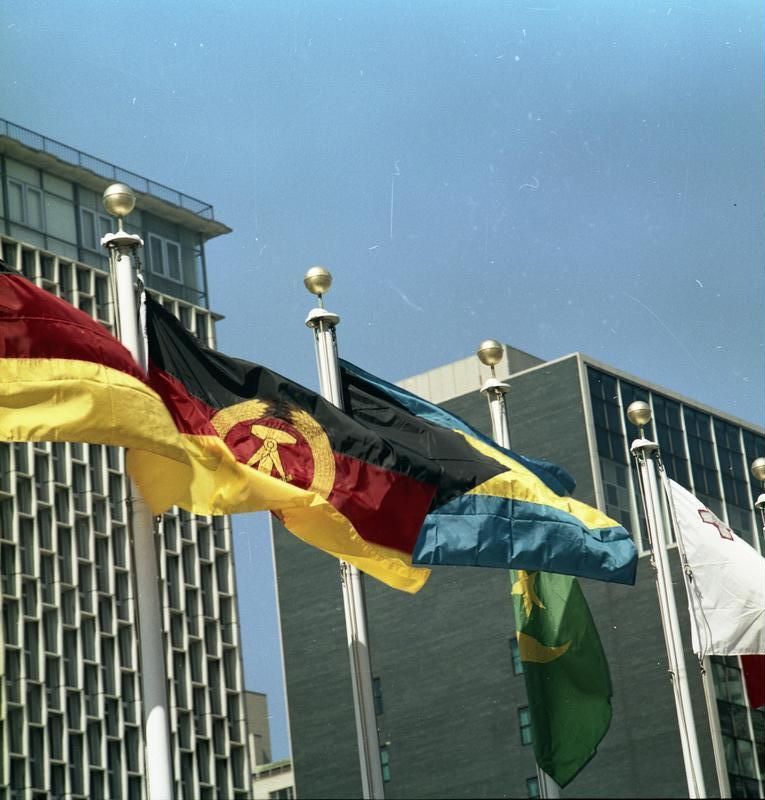
1973: Le bandiere della RFT e RDT sventolano insieme davanti al palazzo delle Nazioni Unite a New York.

Le due nazioni tedesche vennero ammesse nel circolo delle Nazioni Unite il 18 settembre 1973, come sancito dalla risoluzione n. 335 del Consiglio di sicurezza delle Nazioni Unite.
Altri accordi seguirono il Trattato fondamentale:
- 25 aprile 1974: accordo sulla sanità
- 30 marzo 1976: accordo sui servizi postali e delle telecomunicazioni
- 16 settembre 1978: accordo per la costruzione di un'autostrada tra Amburgo e Berlino
- 29 novembre 1978: rapporto del governo sulla "revisione, aggiornamento e ampliamento della definizione del confine tra la RFT e la DDR"
- 21 dicembre 1979: dell'accordo di cooperazione in veterinaria
- 30 aprile 1980: accordo per la costruzione di un'autostrada tra Berlino e Herleshausen, l'ampliamento del canale Weser-Elba e il raddoppio della linea ferroviaria tra Berlino e Helmstedt

Il Trattato fondamentale e, in generale, l'intera Ostpolitik rappresentarono il primo riavvicinamento delle due nazioni tedesche dopo la fine della seconda guerra mondiale: i risultati ottenuti furono importanti in questo senso e furono espressione di un sentimento di unità nazionale che travalicava i sentimenti della popolazione tedesca e raggiungeva le autorità politiche, sebbene per mezzo di strategie differenti; d'altro canto in molti pensavano che il trattato costituisse la base di una divisione perenne. Tuttavia il clima e le nuove tendenze della politica del pianeta erano in controtendenza:  il riacutizzarsi del confronto est-ovest e la fine della distensione influenzarono le vicende nelle due Germanie e posero fine alle politiche di riavvicinamento.
Nel 1974, con la fine del governo Brandt II, ebbe fine l'esperienza dell'Ostpolitik e si riaccesero le tensioni tipiche della guerra fredda, che si sarebbero raffreddate solo alla fine degli anni ottanta con la caduta del muro di Berlino e la riunificazione tedesca.